# Jasmine Richards
Jasmine Denise Richards, född 28 juni 1990 i Scarborough i Toronto, Ontario, är en kanadensisk skådespelerska och sångerska. Hon är bland annat känd för rollen som Margaret "Peggy" Dupree i filmerna Camp Rock och Camp Rock 2: The Final Jam.